# ヤン・テューニック

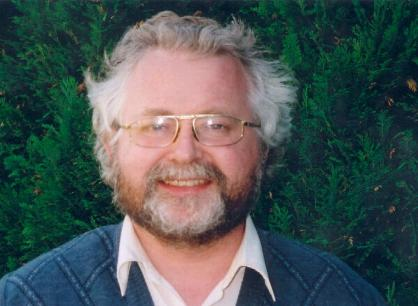
ヤン・テューニック (2003)

ヤン・テューニック(Jan Theuninck、1954年6月7日 - )は、ベルギーの画家で詩人。ベルギーのゾンネベーケの生まれではあるが、オランダ語のネイティブスピーカー。
彼は執筆活動はフランス語で、時には英語で執筆することもある。
彼の絵は抽象画で、ミニマリスムとモノクロの表現主義の間辺りに位置している。画家として影響を受けているのは、エルズワース・ケリーとホアン・ミロである。
絵画と文学という２つのメディアを通しての彼の仕事は、 社会的、政治的な新年に貫かれており、テーマとしては、植民地主義、古くて新しいもの、大衆と社会、平和主義などを扱っている。